# Combretum boinensis
Combretum boinensis är en tvåhjärtbladig växtart som först beskrevs av Jean-Henri Humbert, och fick sitt nu gällande namn av C.C.H. Jongkind. Combretum boinensis ingår i släktet Combretum och familjen Combretaceae. Inga underarter finns listade i Catalogue of Life.